# 郭岩 (植物学家)
郭岩，中国农业大学生物学院教授，主要从事植物如何感受并响应环境胁迫方面的研究工作。入选中华人民共和国教育部2009年度"长江学者"特聘教授。曾就读于科隆大学遗传学系、科隆马普植物育种所。